# Carex anisoneura
Espèce
Classification phylogénétique
Carex anisoneura est une espèce de plantes du genre Carex et de la famille des Cyperaceae.